# Аденовирусы
Аде́новирусы (лат. Adenoviridae) — семейство ДНК-содержащих вирусов позвоночных, лишённых липопротеиновой оболочки. Аденовирусы имеют диаметр 70—90 нм, содержат единичную двухцепочечную молекулу ДНК длиной 34-36 тысяч пар оснований и молекулярной массой 20—29⋅106 Да. Наиболее известны аденовирусы, вызывающие острые респираторные заболевания. Название происходит из их первоначального выделения из аденоидов. На материале аденовирусов впервые было открыто явление альтернативного сплайсинга.
В патологии человека наибольшее значение имеют серотипы 3, 4, 7, 8, 14 и 21. Они относительно устойчивы во внешней среде, инактивируются лишь при нагревании до 56 °С и обработке растворами хлорамина и фенола. Аденовирусы хорошо размножаются на культуре ткани человека и животных.

## Классификация

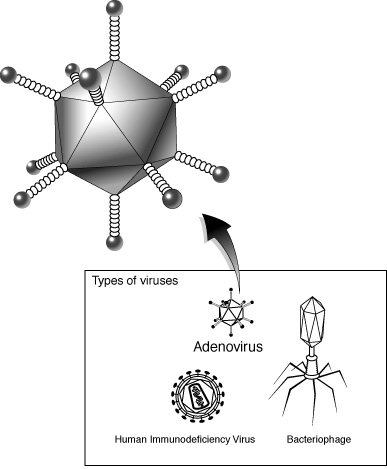
Аденовирус в сравнении с другими вирусами

По данным Международного комитета по таксономии вирусов (ICTV), на март 2021 года в семейство включают 6 родов:
- Atadenovirus[англ.] (10 видов);
- Aviadenovirus[англ.] (15 видов);
- Ichtadenovirus[англ.] (1 вид);
- Mastadenovirus[англ.] (51 вид), все аденовирусы человека входят в этот род;
- Siadenovirus[англ.] (8 видов);
- Testadenovirus (1 вид).

### Аденовирусы человека
Аденовирусы человека относят к ДНК-вирусам (I группа по Балтимору), двухцепочечным (дцДНК-вирусы), семейству Adenoviridae (от др.-греч. ἀδήν «железа»), роду Mastadenovirus (от др.-греч. μαστóς «грудь, сосок»).
Впервые аденовирусы у человека были обнаружены в 1953 году группой исследователей (Уоллес Роу, Роберт Хюбнером и другие) при исследовании тканей нёбных миндалин и аденоидов здоровых людей. Выделенные вирусы назвали вирусами, дегенерирующими аденоиды (adenoiddegeneration, АD-вирусы). Так как эти вирусы были выделены у здоровых людей, их считали латентными.
В 1954 году аденовирусы были выделены в испражнениях и глотке больных людей. Вирусы назвали аденоид-фарингито-конъюнктивальные аденовирусы.
В 1955 году аденовирусы уже выделяли у людей больных пневмониями.
В течение эпидемического сезона аденовирусы преобладают с июня по сентябрь. Больше всего в структуре ОРВИ этому заболеванию подвержены люди в возрасте 18-26 лет.
Серотипы аденовирусов человека нумеруют арабскими цифрами.
Имеется 7 типов аденовирусов человека, объединённых в 88 серотипов:
- A: 12, 18, 31;
- B: 3, 7, 11, 14, 16, 21, 34, 35, 50, 55;
- C: 1, 2, 5, 6, 57[11];
- D: 8, 9, 10, 13, 15, 17, 19, 20, 22, 23, 24, 25, 26, 27, 28, 29, 30, 32, 33, 36, 37, 38, 39, 42, 43, 44, 45, 46, 47, 48, 49, 51, 53, 54, 56[12], 58, 59, 60, 62, 63[13], 64, 65, 67, 69,[14] 70, 71, 72, 73, 74, 75;
- E: 4;
- F: 40, 41;
- G: 52[15];

## Заболевания
Аденовирусная инфекция у человека вызывается аденовирусами. Большая часть серотипов аденовирусов приводит к инфекции верхних дыхательных путей. Также, зачастую, аденовирусы бывают причиной конъюнктивита, тонзиллита, отита. Также аденовирусы 40 и 41 серотипа могут вызывать гастроэнтерит.
Для культур, хронически зараженных аденовирусами, типичны:
1. низкое инфицирование клеток;
2. отсутствие интерферона в среде;
3. регулярное получение клонов, свободных от вируса.

Ряд серотипов аденовирусов (12, 18 и 31 серотипы) являются высокоонкогенными, а серотипы 3, 7, 11, 14, 16 и 21 относятся к слабоонкогенным вирусам.

## Лечение
Не существует специфической антивирусной терапии для лечения аденовирусной инфекции, применяется симптоматическое лечение.

## Использование аденовирусов для лечения других заболеваний
Аденовирусы используются в качестве вирусного вектора для генной терапии благодаря их способности реплицироваться в делящихся и неделящихся клетках.
В Китае генетически модифицированные аденовирусы используются в лечении онкологических заболеваний, то есть в качестве онколитических вирусов.
Аденовирусы используются при создании векторных вакцин. На 2021 год созданы или разрабатываются аденовирусные векторные вакцины против геморрагической лихорадки Эболы, СПИДа, вируса Зика, малярии, туберкулёза и COVID-19 (в вакцинах разных производителей используются модифицированные аденовирусы человека 5 и 26 серотипов, шимпанзе ChAdOx1 и ChAdY25, гориллы GRAd32).